# Amarsipus carlsbergi
Amarsipus carlsbergi (Haedrich, 1969) è un pesce osseo marino. Si tratta dell'unica specie appartenente alla famiglia Amarsipidae (ordine Perciformes).

## Distribuzione e habitat
Indo-Pacifico tropicale. Raro. Epipelagico, si incontra a profondità tra 30 e 130 metri (eccezionalmente fino a 800 metri), di solito nello strato riflettente profondo.

## Descrizione
Amarsipus carlsbergi  ha corpo abbastanza allungato. Gli occhi sono grandi. Pinna dorsale unica, con una parte anteriore composta di 10-12 raggi spiniformi molto brevi e la parte posteriore di raggi molli più lunghi. Pinna anale simile e opposta alla seconda dorsale, priva di raggi spinosi. Pinne ventrali inserite in posizione giugulare. Il corpo è traslucido, le basi delle pinne impari sono incolori.
Sono noti solo esemplari giovanili (lunghezza massima 12 cm), l'aspetto dell'adulto è ignoto.

## Biologia
Ignota.